# Eugène Znosko-Borovsky
Pour les articles homonymes, voir Borovsky.
Eugène Alexandrovitch Znosko-Borovsky (en russe : Евгений Александрович Зноско-Боровский) (Saint-Pétersbourg, 16 août 1884 – Briis-sous-Forges, 30 décembre 1954) était un maître d'échecs français d'origine russe mais aussi un professeur, un auteur, un critique musical et théâtral.  Né à Saint-Pétersbourg, il s'installa à Paris en 1920 et y vécut toute sa vie.

## Biographie et carrière
Znosko-Borovsky apprit très jeune à jouer aux échecs. Il remporta des prix dans des tournois locaux et régionaux, tout en recevant une excellente éducation au lycée impérial Alexandre.
Il fit ses débuts internationaux au tournoi d'échecs d'Ostende en 1906, où il remporta un prix de beauté pour sa partie contre Amos Burn. La carrière de joueur de Znosko-Borovsky a été fréquemment interrompue par d'autres événements dans sa vie. Entre 1909 et 1912, il était un éminent critique du Apollo Magazine moderniste. Il se lia d'amitié avec de nombreux poètes et écrivains russes de l'âge d'Argent de la poésie russe et fut le témoin de Nikolaï Goumilev dans son duel en 1909 contre Maximilien Volochine. Décoré et blessé dans les conflits militaires, il a d'abord servi comme volontaire dans la guerre russo-japonaise de 1904 et 1905 où il fut blessé à la main droite et reçu l'ordre impérial et militaire de Saint-Georges. Soldat pendant la Première Guerre mondiale, il fut de nouveau blessé, cette fois aux jambes. Il fut rapatrié par un navire britannique à Constantinople et de là se rendit à Paris, où il résida à partir de 1920. Entretemps il passa plusieurs mois dans le Caucase où il géra un théâtre.
En tant que joueur d'échecs, Znosko-Borovsky était excellent mais en deçà du plus haut niveau. Il eut quelques résultats notables dans les tournois internationaux, notamment à Paris en 1930, où il termina au premier rang sans perdre de partie, en avance sur Tartakover, Andor Lilienthal et Jacques Mieses. Il obtint le premier prix dans le tournoi du Premier Ministre à Folkestone 1933. Ses succès venait souvent dans les rencontres individuelles avec ses pairs plus distingués. Il gagna des parties contre José Raúl Capablanca, Akiba Rubinstein, Max Euwe et Efim Bogoljubov ainsi qu'un court match avec Edgard Colle en 1922. Il était aussi très habile à jouer des expositions simultanées.
Il participa en 1941 à un match contre Amédée Gibaud (champion de France en 1928, 1930, 1935 et 1940), qu'il gagna aisément (+ 7 = 1 - 2).
Selon Jeff Sonas, Znosko-Borovsky a atteint son meilleur classement en décembre 1914 (2 613 points selon Sonas). 

## Publications
Dans la conversation et en tant que chargé d'enseignement, professeur et chroniqueur échiquéen, ses talents étaient largement reconnus, en particulier en Russie et en France où il fournissait régulièrement des articles et des chroniques pour les magazines et les journaux. Il était notamment responsable de la rubrique échecs du journal pétersbourgeois La Néva. Son aisance d'écriture en fit l'auteur de nombreux livres à succès dont :
- L'Évolution des échecs (1910),
- Capablanca et Le Gambit Muzio (1911),
- Capablanca et Alekhine,
- Comment il ne faut pas jouer aux échecs (1931) (Les « Comment » de l'échiquier n° 1). Ouvrage réédité en janvier 2017 : Comment il ne faut pas jouer aux échecs, édition augmentée entièrement revue, Books on Demand, 2017,  (ISBN 978-2-322-13296-6),
- Comment il faut commencer une partie d'échecs (1933) (Les « Comment » de l'échiquier n° 2). Ouvrage réédité en novembre 2018  : Comment il faut commencer une partie d’échecs, édition augmentée entièrement revue, Books on Demand, 2018,  (ISBN 978-2-322-16666-4),
- Comment on devient brillant joueur d'échecs : L'Art des combinaisons mis à la portée de tous (Les « Comment » de l'échiquier n° 3),
- Les Pièges dans les débuts : Comment les forger et les éviter (1943) (Les « Comment » de l'échiquier n° 4),
- Comment jouer les fins de partie aux échecs (1940) (Les « Comment » de l'échiquier n° 5),
- Le Milieu de la partie (Les « Comment » de l'échiquier n° 6).

## Parties d'exemples
Eugène Znosko-Borovsky - Arthur John Mackenzie (en), Weston-super-Mare, 1924
1. e4 e5 2. Cf3 Cc6 3. Fb5 a6 4. Fa4 Cf6 5. 0-0 Fe7 6. Te1 b5 7. Fb3 d6 8. c3 Ca5 9. Fc2 c5 10. d4 Dc7 11. h3 Cc6 12. Fe3 0-0 13. Cbd2 Fd7 14. Tc1 Ce8 15. Cf1 g6 16. Fh6 Cg7 17. Ce3 Tae8 18. Cd5 Db7 19. Cxe7+ Txe7 20. dxc5 dxc5 21. Dd6 c4 22. Df6 Ch5 23. Dh4 Cg7 24. Fe3 Ce6 25. Df6 Dc7 26. Fh6 Tc8 27. Tcd1 Tee8 28. Ch2 Dd8 29. Cg4 De7 30. Dxe7 1-0.